# Hol·lingworthita
La hol·lingworthita és un mineral de la classe dels sulfurs que pertany al grup de la cobaltita. Va ser anomenada en honor de Sidney Ewart Hollingworth (1899-1966).

## Característiques
La hol·lingworthita és un sulfur de fórmula química RhAsS. Cristal·litza en el sistema isomètric en grans de fins a 40 μm. La seva duresa a l'escala de Mohs és de 6 a 6,5. Forma una sèrie de solució sòlida amb la irarsita.
Segons la classificació de Nickel-Strunz, la hol·lingworthita pertany a «02.EA: Sulfurs metàl·lics, M:S = 1:2, amb Fe, Co, Ni, PGE, etc.» juntament amb els següents minerals: aurostibita, bambollaïta, cattierita, erlichmanita, fukuchilita, geversita, hauerita, insizwaïta, krutaïta, laurita, penroseïta, pirita, sperrylita, trogtalita, vaesita, villamaninita, dzharkenita, gaotaiïta, al·loclasita, costibita, ferroselita, frohbergita, glaucodot, kullerudita, marcassita, mattagamita, paracostibita, pararammelsbergita, oenita, anduoïta, clinosafflorita, löllingita, nisbita, omeiïta, paxita, rammelsbergita, safflorita, seinäjokita, arsenopirita, gudmundita, osarsita, ruarsita, cobaltita, gersdorffita, irarsita, jol·liffeïta, krutovita, maslovita, michenerita, padmaïta, platarsita, testibiopal·ladita, tolovkita, ullmannita, wil·lyamita, changchengita, mayingita, hollingsworthita, kalungaïta, milotaïta, urvantsevita i reniïta.

## Formació i jaciments
La hol·lingworthita es forma en dipòsits de platí en tubs de dunita, intrusius ultramàfics en capes, i cromatites; també apareix en minerals de sulfur amb Cu-Ni.
Va ser descoberta a la mina Driekop, a Sekhukhuneland,(Limpopo, Sud-àfrica). Ha estat descrita arreu del món, excepte a l'Antàrtida.